# Хітаров Рафаель Мовсесович
Рафаель Мовсесович Хітаров (28 грудня 1901, село Тіанеті Тіанетського повіту Тифліської губернії, тепер Грузія — розстріляний 28 липня 1938, місто Москва, Російська Федерація) — радянський комсомольський і партійний діяч, політичний секретар виконавчого комітету Комуністичного Інтернаціоналу Молоді (КІМу), 1-й секретар Магнітогорського міського комітету ВКП(б) Челябінської області. Член Центральної контрольної комісії ВКП(б) у 1930—1934 роках.

## Біографія
Народився в родині міщанина—торговця шерстю Мовсеса Геворковича Хітарова. Родина переїхала з Тіанеті до Тифліса. У 1916 році Рафаель Хітаров вступив в нелегальний гурток учнів-вірмен 1-ї чоловічій гімназії Тифліса, що дали клятву присвятити життя боротьбі за звільнення Вірменії. У 1917 році вступив до Тифліської організацію молодих соціалістів-інтернаціоналістів «Спартак».
У 1919 році закінчив Тифліську гімназію із золотою медаллю. У 1919 році вступив до комсомолу.
Член РКП(б) з грудня 1919 року.
23 лютого 1920 року обраний членом Тифліського комітету комсомолу. Під час розгону першотравневої демонстрації 1920 року був заарештований, але за клопотанням батька звільнений того ж дня. Потім очолив Тифліський комітет комсомолу, і в серпні 1920 року знову заарештований. Завдяки зв'язкам батька замість тюремного ув'язнення у жовтні 1920 року висланий з Грузії як інородець.
У листопаді 1920 року виїхав до Німеччини, де працював на Бохумській шахті «Фрідліхер Нахбар» відкатником, а незабаром став помічником забійника. У квітні 1921 року, після встановлення в Грузії радянської влади, повернувся на батьківщину.
У травні — жовтні 1921 року — завідувач агітаційно-пропагандистського відділу Тифліського міського комітету КСМ (комсомолу) Грузії. Був обраний в Кавказький крайовий комітет комсомолу і направлений делегатом на 4-й з'їзд РКСМ.
Відразу після з'їзду РКСМ переведений до виконавчого комітету Комуністичного інтернаціоналу молоді (КІМ). За його завданням під ім'ям Рудольфа Мартіна в листопаді 1921 року виїхав до Німеччини, де знову працював на виробництві в Рурській області, потім штатним пропагандистом Рейнської і Рурської областей в Ессені. З квітня 1922 по квітень 1923 року — секретар Рурського обласного комітету Комуністичної спілки молоді (комсомолу) Німеччини під час французької окупації. У 1922 році був одним з делегатів німецького комсомолу на III Всесвітньому конгресі КІМу. На VII з'їзді комсомолу Німеччини в квітні 1923 року під ім'ям Мартіна Клаковіцкі виступив з доповіддю «Про нашу роботу на виробництві» і був обраний членом ЦК КСМН. З квітня 1923 по травень 1925 року — завідувач організаційного відділу (за деякими даними — також і секретар) ЦК Комуністичної спілки молоді Німеччини.
У справі проти Центрального комітету Комуністичної партії Німеччини, а також за антимілітаристську пропаганду був заочно засуджений до кількох років каторжних робіт. У травні 1925 року Хітаров відкликано з Німеччини. Перед від'їздом виступив на Всенімецької конференції КСМ Німеччини з доповіддю про становище і завдання німецького комсомолу і був обраний почесним членом КСМ Німеччини — вперше за його історію.
У червні 1925 — квітні 1927 року — завідувач організаційного відділу виконавчого комітету Комуністичного Інтернаціоналу Молоді. Був обраний заступником голови делегації РЛКСМ в КІМі.
У травні 1927 року, за легендою представника концерну «І. Г. Фарбеніндустрі», був посланий як представник виконавчого комітету Комуністичного Інтернаціоналу Молоді в Китай (міста Ханькоу, Шанхай і Кантон), де пробув до грудня 1927 року.
З грудня 1927 по травень 1928 року — заступник секретаря виконавчого комітету Комуністичного Інтернаціоналу Молоді. На початку 1928 року на 8-му з'їзді ВЛКСМ був обраний головою делегації ВЛКСМ у виконавчому комітеті КІМу. З 17 травня 1928 по січень 1931 року — член Бюро ЦК ВЛКСМ. Після V конгресу КІМу в 1928 році обраний генеральним (політичним) секретарем КІМу.
У травні 1928 — квітні 1931 року — політичний секретар виконавчого комітету Комуністичного Інтернаціоналу Молоді.
На 9-му з'їзді ВЛКСМ в січні 1931 року знову обраний головою делегації ВЛКСМ у виконавчому комітнеті КІМу, а також затверджено відповідальним редактором журналу «Інтернаціонал молоді».
З квітня 1931 по січень 1935 року — секретар комітету ВКП(б) Кузнецького металургійного комбінату Західно-Сибірського краю та 1-й секретар Новокузнецького (Сталінського) міського комітету ВКП(б) Західно-Сибірського краю.
У січні 1935 — жовтні 1936 року — 1-й секретар Магнітогорського окружного комітету ВКП(б).
У жовтні 1936 — липні 1937 року — 1-й секретар Магнітогорського міського комітету ВКП(б) Челябінської області.
У липні — 11 листопада 1937 року — 2-й секретар Челябінського обласного комітету ВКП(б). 16 жовтня 1937 року затверджений членом «трійки» Управління НКВС по Челябінській області.
11 листопада 1937 року заарештований органами НКВС. Засуджений Воєнною колегією Верховного суду СРСР 28 липня 1938 року до страти, розстріляний того ж дня. Похований на полігоні «Комунарка» біля Москви.
20 липня 1955 року реабілітований, 3 листопада 1955 (і 28 липня 1989) року посмертно поновлений у партії.

## Нагороди
- орден Леніна (17.12.1934)